# Gouvernement Larbaoui II
République algérienne démocratique et populaire
Benabderrahmane/Larbaoui 
Le gouvernement Larbaoui II est nommé le 19 novembre 2024. Il est le gouvernement dirigé par Nadir Larbaoui, il s'agit du cinquième gouvernement formé sous la présidence de Abdelmadjid Tebboune.

## Historique
Le 18 novembre 2024, deux mois après l'élection présidentielle algérienne de 2024, le Premier ministre Nadir Larbaoui présente sa démission au président de la République Abdelmadjid Tebboune. Celui-ci le reconduit immédiatement. Il forme alors un nouveau gouvernement le jour même. Le gouvernement entre en fonction le 19 novembre.
Les principaux changements sont l'entrée au gouvernement du chef d'état-major Saïd Chengriha, qui devient ministre délégué à la Défense, tandis que Lotfi Boudjemaa devient ministre de la Justice, et Sifi Gharib ministre de l'Industrie. Par ailleurs, le ministère de la Jeunesse et des Sports et le ministère du Commerce sont scindés en deux. Le président de la Fédération algérienne de football Walid Sadi devient ainsi ministre des Sports, tandis que Mustapha Hidaoui est chargé de la Jeunesse. Pour sa part, Tayeb Zitouni ne conserve que le Commerce intérieur, alors que Mohamed Boukhari est nommé à la tête d'un nouveau ministère du Commerce extérieur. Enfin, le ministre de l'Agriculture Youcef Cherfa récupère également le portefeuille de la Pêche.

## Composition

### Initiale (19 novembre 2024)
Par rapport au gouvernement Benabderrahmane/Larbaoui, les nouveaux ministres sont indiqués en gras, ceux ayant changé d'attributions en italique.
- Premier ministre : Nadir Larbaoui
- Ministre de la Défense nationale : Abdelmadjid Tebboune
- Ministre délégué auprès du ministre de la Défense nationale : Saïd Chengriha
- Ministre d’État, ministre des Affaires étrangères, de la Communauté nationale à l’étranger et des Affaires africaines : Ahmed Attaf
- Ministre d’État, ministre de l’Énergie, des Mines et des Énergies renouvelables : Mohamed Arkab
- Ministre de l’Intérieur, des Collectivités locales et de l'Urbanisme : Brahim Merad
- Ministre de la Justice : Lotfi Boudjemaa
- Ministre des Finances : Laaziz Fayed
- Ministre des Moudjahidines : Laïd Rebigua
- Ministre des Affaires religieuses et des Wakfs : Youcef Belmehdi
- Ministre de l'Enseignement supérieur : Kamel Baddari
- Ministre de l'Éducation nationale : Mohamed Seghir Saâdaoui
- Ministre de la Formation et de l'Enseignement professionnel : Yacine Oualid
- Ministre de la Culture et des Arts : Zouheir Bellalou
- Ministre de la Jeunesse chargé du Conseil suprême de la jeunesse : Mustafa Hidaoui
- Ministre des Sports : Walid Sadi
- Ministre de la Poste et des Télécommunications : Sid Ali Zerrouki
- Ministre de la Solidarité nationale, de la Famille et de la Condition de la femme : Soraya Mouloudji
- Ministre de l'Industrie : Sifi Ghrieb
- Ministre de l’Agriculture, du Développement rural et de la Pêche : Youcef Cherfa
- Ministre de l'Habitat, de l'Urbanisme et la Ville : Mohamed Tarek Belaribi
- Ministre du Commerce extérieur et du Développement des exportations : Mohamed Boukhari
- Ministre du Commerce intérieur et de la Régulation du marché national : Tayeb Zitouni
- Ministre de la Communication : Mohamed Meziane
- Ministre des Travaux publics : Lakhdar Rekhroukh
- Ministre des Ressources en eau : Taha Derbal
- Ministre des Transports : Said Sayoud
- Ministre du Tourisme : Houria Meddahi
- Ministre de la Santé : Abdelhak Saihi
- Ministre du Travail, de l'Emploi et de la Sécurité sociale : Fayçal Bentaleb
- Ministre des Relations avec le Parlement : Kaoutar Krikou
- Ministre de l'Environnement et de la Qualité de la vie : Nadjiba Djilali
- Ministre de l'Économie de la connaissance, des Start-up et des Micro-entreprises : Noureddine Ouaddah
- Ministre délégué auprès du ministre de l’Industrie, chargé de la Production pharmaceutique : Fouad Hadji
- Secrétaire d’État auprès du ministre des Affaires étrangères, chargée des Relations africaines : Salma Mansouri
- Secrétaire d’État auprès du ministre des Affaires étrangères, chargé de la Communauté : Sofiane Chaib
- Secrétaire d’État auprès du ministre de l’Énergie, des Mines et des Énergies renouvelables, chargée des Mines : Karima Tafer
- Secrétaire d’État auprès du ministre de l’Énergie, des Mines et des Énergies renouvelables, chargé des Énergies renouvelables : Noureddine Yassa
- Secrétaire général du gouvernement : Yahia Boukhari

### Remaniement du 2 février 2025
Les nouveaux ministres sont indiqués en gras, ceux ayant changé d'attributions en italique.
- Premier ministre : Nadir Larbaoui
- Ministre de la Défense nationale : Abdelmadjid Tebboune
- Ministre délégué auprès du ministre de la Défense nationale : Saïd Chengriha
- Ministre d’État, ministre des Affaires étrangères, de la Communauté nationale à l’étranger et des Affaires africaines : Ahmed Attaf
- Ministre d’État, ministre de l’Énergie, des Mines et des Énergies renouvelables : Mohamed Arkab
- Ministre de l’Intérieur, des Collectivités locales et de l'Urbanisme : Brahim Merad
- Ministre de la Justice : Lotfi Boudjemaa
- Ministre des Finances : Abdelkrim Bouzred
- Ministre des Moudjahidines : Laïd Rebigua
- Ministre des Affaires religieuses et des Wakfs : Youcef Belmehdi
- Ministre de l'Enseignement supérieur : Kamel Baddari
- Ministre de l'Éducation nationale : Mohamed Seghir Saâdaoui
- Ministre de la Formation et de l'Enseignement professionnel : Yacine Oualid
- Ministre de la Culture et des Arts : Zouheir Bellalou
- Ministre de la Jeunesse chargé du Conseil suprême de la jeunesse : Mustafa Hidaoui
- Ministre des Sports : Walid Sadi
- Ministre de la Poste et des Télécommunications : Sid Ali Zerrouki
- Ministre de la Solidarité nationale, de la Famille et de la Condition de la femme : Soraya Mouloudji
- Ministre de l'Industrie : Sifi Ghrieb
- Ministre de l’Agriculture, du Développement rural et de la Pêche : Youcef Cherfa
- Ministre de l'Habitat, de l'Urbanisme et la Ville : Mohamed Tarek Belaribi
- Ministre du Commerce extérieur et de la Promotion des exportations : 
  - Mohamed Boukhari (jusqu'au 14/04/2025)
  - Kamel Rezig[6]
- Ministre du Commerce intérieur et de la Régulation du marché national : Tayeb Zitouni
- Ministre de la Communication : Mohamed Meziane
- Ministre des Travaux publics : Lakhdar Rekhroukh
- Ministre des Ressources en eau : Taha Derbal
- Ministre des Transports : Said Sayoud
- Ministre du Tourisme : Houria Meddahi
- Ministre de la Santé : Abdelhak Saihi
- Ministre du Travail, de l'Emploi et de la Sécurité sociale : Fayçal Bentaleb
- Ministre des Relations avec le Parlement : Kaoutar Krikou
- Ministre de l'Environnement et de la Qualité de la vie : Nadjiba Djilali
- Ministre de l'Économie de la connaissance, des Start-up et des Micro-entreprises : Noureddine Ouaddah
- Ministre de l’Industrie pharmaceutique : Ouassim Kouidri
- Secrétaire d’État auprès du ministre des Affaires étrangères, chargée des Relations africaines : Salma Mansouri
- Secrétaire d’État auprès du ministre des Affaires étrangères, chargé de la Communauté : Sofiane Chaib
- Secrétaire d’État auprès du ministre de l’Énergie, des Mines et des Énergies renouvelables, chargée des Mines : Karima Tafer
- Secrétaire d’État auprès du ministre de l’Énergie, des Mines et des Énergies renouvelables, chargé des Énergies renouvelables : Noureddine Yassa
- Secrétaire général du gouvernement : Yahia Boukhari

## Trombinoscope

### Premier ministre
| Image | Fonction         | Nom            | Parti       |
| ----- | ---------------- | -------------- | ----------- |
|       | Premier ministre | Nadir Larbaoui | Indépendant |

### Ministres d'État
| Image | Fonction | Nom           | Parti |
| ----- | --- | ------------- | ----- |
|       | Ministre d’État Ministre des Affaires étrangères, de la Communauté nationale à l’étranger et des Affaires africaines | Ahmed Attaf   |       |
|       | Ministre d’État Ministre de l'Énergie, des Mines et des Énergies renouvelables                                       | Mohamed Arkab |       |

### Ministres
| Image | Fonction                                                                             | Nom                     | Parti |
| ----- | ------------------------------------------------------------------------------------ | ----------------------- | ----- |
|       | Ministre de la Défense nationale                                                     | Abdelmadjid Tebboune    | FLN   |
|       | Ministre de l'Intérieur, des Collectivités locales et de l'Aménagement du territoire | Brahim Merad            |       |
|       | Ministre de la Justice, garde des Sceaux                                             | Lotfi Boudjemaa         |       |
|       | Ministre des Finances                                                                | Abdelkrim Bouzred       |       |
|       | Ministre des Moudjahidine                                                            | Laïd Rebigua            |       |
|       | Ministre des Affaires religieuses et des Wakfs                                       | Youcef Belmehdi         |       |
|       | Ministre de l'Éducation nationale                                                    | Mohamed Seghir Saâdaoui |       |
|       | Ministre de l'Enseignement supérieur et de la Recherche scientifique                 | Kamel Baddari           |       |
|       | Ministre de la Formation et de l’Enseignement professionnels                         | Yacine Oualid           |       |
|       | Ministre de la Culture et des Arts                                                   | Zouheir Bellalou        |       |
|       | Ministre de la Jeunesse Chargé du Conseil suprême de la jeunesse                     | Mustafa Hidaoui         |       |
|       | Ministre des Sports                                                                  | Walid Sadi              |       |
|       | Ministre de la Poste et des Télécommunications                                       | Sid Ali Zerrouki        |       |
|       | Ministre de la Solidarité nationale, de la Famille et de la Condition de la femme    | Soraya Mouloudji        |       |
|       | Ministre de l'Industrie                                                              | Seifi Gharib            |       |
|       | Ministre de l'Agriculture, du Développement rural et de la Pêche                     | Youcef Cherfa           |       |
|       | Ministre de l'Habitat, de l’Urbanisme et de la Ville                                 | Tarek Belarbi           |       |
|       | Ministre du Commerce intérieur et de la Régulation du marché national                | Tayeb Zitouni           | RND   |
|       | Ministre du Commerce extérieur et du Développement des exportations                  | Kamel Rezig             |       |
|       | Ministre de la Communication                                                         | Mohamed Meziane         |       |
|       | Ministre des Travaux publics                                                         | Lakhdar Rekhroukh       |       |
|       | Ministre des Ressources en eau                                                       | Taha Derbal             |       |
|       | Ministre des Transports                                                              | Said Sayoud             |       |
|       | Ministre du Tourisme                                                                 | Houria Meddahi          |       |
|       | Ministre de la Santé                                                                 | Abdelhak Saihi          |       |
|       | Ministre du Travail, de l'Emploi et de la Sécurité sociale                           | Fayçal Bentaleb         |       |
|       | Ministres des Relations avec le Parlement                                            | Kaouthar Krikou         |       |
|       | Ministre de l'Environnement et de la Qualité de la vie                               | Nadjiba Djilali         |       |
|       | Ministre de l'Économie de la connaissance, des Start-up et des Micro-entreprises     | Noureddine Ouaddah      |       |
|       | Ministre de l'Industrie pharmaceutique                                               | Ouassim Kouidri         |       |
|       | Haut-commissaire de la Numérisation et des Statistiques                              | Meriem Benmouloud       |       |

### Ministres délégués
| Image | Fonction                                                    | Nom            | Parti |
| ----- | ----------------------------------------------------------- | -------------- | ----- |
|       | Ministre délégué auprès du ministre de la Défense nationale | Saïd Chengriha |       |

### Secrétaires d'État
| Image | Fonction                                            | Nom              | Parti |
| ----- | --------------------------------------------------- | ---------------- | ----- |
|       | Secrétaire d’État chargée des Relations africaines  | Salma Mansouri   |       |
|       | Secrétaire d'État chargé de la Communauté           | Sofiane Chaib    |       |
|       | Secrétaire d'État chargée des Mines                 | Karima Tafer     |       |
|       | Secrétaire d'État chargé des Énergies renouvelables | Noureddine Yassa |       |